# Hoplophoropyga unicolor
Hoplophoropyga unicolor är en kackerlacksart som först beskrevs av Heinrich Hugo Karny 1908.  Hoplophoropyga unicolor ingår i släktet Hoplophoropyga och familjen småkackerlackor. Inga underarter finns listade i Catalogue of Life.